# Кидяев, Виктор Борисович
Виктор Борисович Кидяев (род. 9 июля 1956, Жуковка, Мордовская АССР) — российский политический деятель, депутат Государственной думы V, VI, VII, VIII созывов. Председатель Комитета по федеративному устройству и вопросам местного самоуправления (2011—2016), Первый заместитель руководителя фракции «Единая Россия» Государственной Думы Федерального Собрания Российской Федерации VII созыва С. И. Неверова (2016—2021), член комитета Государственной Думы по экономической политике с 19 сентября 2021 года..
Из-за вторжения России на Украину, находится под международными санкциями Евросоюза, США, Великобритании и ряда других стран.

## Биография

### Трудовая деятельность
Родился 9 июля 1956 года в селе Жуковка Зубово-Полянского района, Мордовской АССР в крестьянской семье. В 1973 году окончил Ширингушскую среднюю школу, трудовую деятельность начал разнорабочим на местной суконной фабрике.
В 1974 году был призван в ряды Советской Армии; после увольнения в запас в 1977 году поступил на работу в Ширингушский цех Зубово-Полянской трикотажной фабрики учеником наладчика швейных машин. Затем работал слесарем-наладчиком, помощником мастера цеха и мастером цеха, член КПСС, с 1978 по 1979 год — начальник цеха. В 1979 году перешёл на работу в Киселевский деревообрабатывающий комбинат инженером-технологом; одновременно учился заочно в Ивантеевском техникуме, который окончил в 1981 году. С марта этого же года работал начальником цеха, а в октябре стал директором предприятия.
В 1986 году назначен на должность директора Зубово-Полянской трикотажной фабрики; параллельно с этим поступил на заочную форму обучения в Мордовский государственный университет им. Н. П. Огарева на экономический факультет по специальности «Бухгалтерский учёт и анализ хозяйственной деятельности».
В 1987—1996 год председатель Зубово-Полянского районного потребительского общества.
В 1996—2009 год избран главой Зубово-Полянского района Республики Мордовия. На этой должности проработал 12 лет.
В 2009—2011 год депутат Государственной Думы V созыва, по списку «Единой России» в мае 2009 года.
В 2011—2016 год депутат Государственной Думы VI созыва по списку «Единой России».
В 2016—2021 год депутат Государственной Думы VII созыва по списку «Единой России», первый заместитель руководитель фракции Единой России С. И. Неверова. Председатель Комитета по федеративному устройству и вопросам местного самоуправления.
В 2021—2026 год депутат Государственной Думы VIII созыва по списку «Единой России», член комитета по экономической политике.

## Общественная деятельность
В 2012—2017 годах заместитель секретаря Генерального совета партии «Единая Россия» С. И. Неверова, В 2019 году член Высшего совета партии «Единая Россия».
С апреля 2015 года — президент общественной ассоциации «Единое общероссийское объединение (конгресс) муниципальных образований».
С января 2016 года — председатель правления Общенациональной ассоциации ТОС
С мая 2019 года Председатель высшего совета Национальной ассоциации развития местного самоуправления.
С 2009 по 2019 год, в течение исполнения полномочий депутата Государственной Думы V, VI и VII созывов, выступил автором и соавтором 125 законодательных инициатив и поправок к проектам федеральных законов.

## Награды и звания
- Орден Дружбы
- Орден Славы III степени (Республика Мордовия)
- Орден Ивана Калиты (Московская область)
- Почетный работник общего образования Российской Федерации
- Заслуженный работник сельского хозяйства Республики Мордовия
- Почетная грамота президента Российской Федерации
- Почётная грамота правительства Российской Федерации (16 декабря 2019) — за большой вклад в развитие российского парламентаризма и активную законотворческую деятельность[9]
- Благодарность Правительства Российской Федерации (17 декабря 2016) — за заслуги в законотворческой деятельности и многолетний добросовестный труд[10]
- Благодарность председателя Совета Федерации РФ
- Почетный знак Государственной Думы «За заслуги в развитии парламентаризма»
- Почетная грамота Государственной Думы
- Благодарность председателя Государственной Думы
- Почетные грамоты Республики Мордовия и Государственного Собрания Республики Мордовия[11]
- Юбилейная медаль «МПА СНГ. 25 лет» (13 октября 2017 года, Межпарламентская ассамблея СНГ) — за заслуги в деле развития и укрепления парламентаризма, за вклад в развитие и совершенствование правовых основ функционирования Содружества Независимых Государств, укрепление международных связей и межпарламентского сотрудничества[12]
- Юбилейная медаль «МПА СНГ. 30 лет» (16 ноября 2023 года, Межпарламентская ассамблея СНГ) — за заслуги в деле развития и укрепления парламентаризма, за вклад в развитие и совершенствование правовых основ функционирования Содружества Независимых Государств, укрепление международных связей и межпарламентского сотрудничества[13]

## Доходы и имущество
Доход Виктора Кидяева за 2013 год составил 2 477 235,21 руб., супруги — 200 659,47 руб.
Виктор Кидяев владел недвижимым имуществом на праве собственности: земельный участок под индивидуальное жилищное строительство — 239.6 м².; земельный участок под индивидуальное жилищное строительство — 1500,00 м²., земельный участок для личного подсобного хозяйства — 10000,00 м².; земельный участок для личного подсобного хозяйства — 5979,00 м².; земельный участок для личного подсобного хозяйства — 4090,00 м².; земельный участок для личного подсобного хозяйства — 4000,00 м²; жилой дом — 240,30 м².; жилой дом — 352,50 м².; жилой дом — 200,00 м².; квартира (наём на срок полномочий депутата ГД) — 157,90 м².
Супруга Виктора Кидяева владела: квартира (безвозмездное пользование на срок полномочий депутата ГД) — 157,90 м²; жилой дом (безвозмездное пользование) — 240,30 м². Также супруга владела легковым автомобилем — Chevrolet Cruze 2009 года выпуска.

## Международные санкции
23 февраля 2022 года внесён в санкционные списки стран Евросоюза за действия и политику, которые подрывают территориальную целостность, суверенитет и независимость Украины и ещё больше дестабилизируют Украину.
24 февраля 2022 года включён в санкционный список Канады «близких соратников режима» за голосование о признании независимости «так называемых республик в Донецке и Луганске».
24 марта 2022 года, на фоне вторжения России на Украину, включён в санкционный список США за «соучастие в войне Путина» и «поддержку усилий Кремля по вторжению в Украину», Госдеп США заявил что депутаты Госдумы используют свои полномочия для преследования инакомыслящих и политических оппонентов, нарушают свободу информации, ограничивают права человека и основные свободы граждан России.
По аналогичным основаниям с 25 февраля 2022 года находится под санкциями Швейцарии. С 26 февраля 2022 года находится под санкциями Австралии. С 11 марта 2022 года находится под санкциями Великобритании. С 18 марта 2022 года находится под санкциями Новой Зеландии. С 12 апреля 2022 под персональными санкциями Японии. Указом президента Украины Владимира Зеленского с 7 сентября 2022 года находится под санкциями Украины.